# Lirski subjekt
Lirski subjekt govornička je instanca u lirskim djelima, najčešće u poeziji, putem koje se izražavaju osjećaji, misli, stanja i stavovi. To je zamišljeni „glas” koji govori u pjesmi, ali nije nužno sam autor pjesme. Lirski subjekt može biti osoban, neodređen, skupni (kolektivan) ili impersonalan, a njegova je uloga prenošenje emocionalnih i misaonih sadržaja čitatelju.

## Obilježja
- Lirski subjekt često se služi prvim licem jednine (npr. „ja tugujem”, „osjećam”) ili drugim lice ako se obraća nekome.
- Može biti individualan (izražava osobne osjećaje) ili opći (govori u ime neke zajednice, čovječanstva, prirode itd.).
- U modernoj i postmodernoj poeziji, lirski subjekt može biti i fragmentiran, neodređen ili izbrisan (tzv. impersonalna poezija).

## Vrste
- Osobni (individualni) – govori u prvom licu, iznosi vlastite emocije i doživljaje.
- Neodređeni (impersonalni) – ne otkriva svoje osobine, govori univerzalno.
- Kolektivni – govori u ime većeg broja ljudi („mi”).
- Dijaloški – vodi dijalog s drugim subjektom unutar pjesme.
- Apelativni – izravno se obraća čitatelju ili nekoj osobi/konceptu unutar pjesme.